# Mucor prayagensis
Mucor prayagensis är en svampart som beskrevs av B.S. Mehrotra & Nand ex Schipper 1978. Mucor prayagensis ingår i släktet Mucor och familjen Mucoraceae.   Inga underarter finns listade i Catalogue of Life.